# Hookeria incurva
Hookeria incurva là một loài Rêu trong họ Hookeriaceae. Loài này được (Hornsch.) Hook. & Grev. mô tả khoa học đầu tiên năm 1825.